# Atwater Village

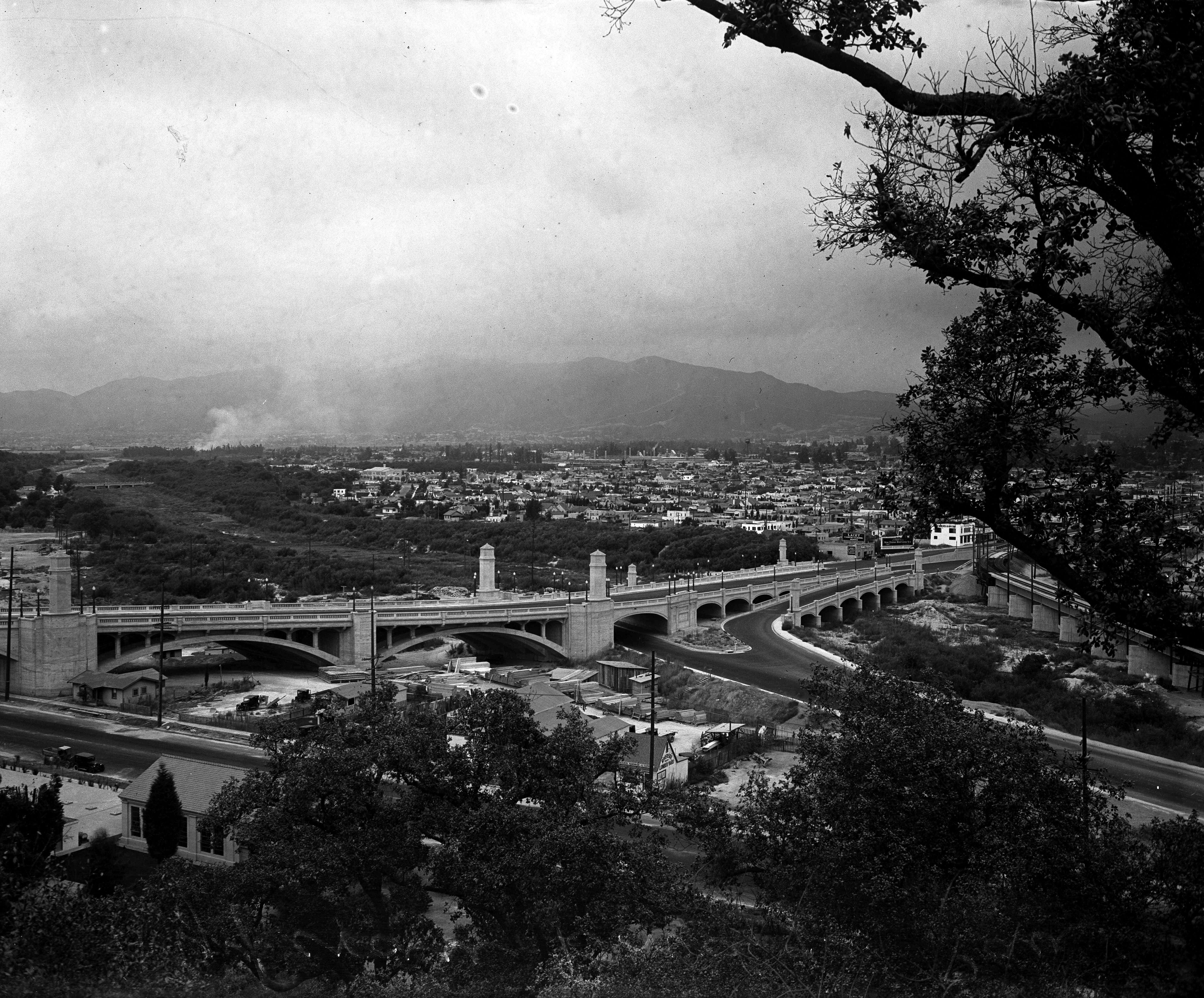
Lo storico ponte Glendale-Hyperion Bridge sul fiume Los Angeles vicino ad Atwater (1927)

Atwater Village (conosciuto anche come The Village) è un quartiere dell'EstSide di Los Angeles. Secondo il censimento del 2010 gli abitanti sono 14 888.
È posto ad un'altitudine di 123 metri tra il fiume Los Angeles ad ovest e la città di Glendale a nord e ad est. Il quartiere confina inoltre con il distretto di Silver Lake a sud, Elysian Valley a sud-est, Glassell Park a nord-est e con Los Feliz e con il Griffith Park attraverso il fiume ad ovest.
Le principali arterie sono la San Fernando Road, la Fletcher Drive e la Los Feliz e Glendale Boulevards. Le Freeways Golden State e Glendale corrono lungo i bordi ovest e sud-est del distretto.

## Storia
Il terreno sul quale oggi sorge il distretto era in origine parte del Rancho San Rafael, un Ranchos della California che comprendeva anche i terreni sui quali oggi sorge la città di Glendale e la parte nord-est di Los Angeles. Nel 1868 W.C.B. Richarson comprò una parte di questo terreno rinominandola Rancho Santa Eulalia. Nel 1902 il terreno fu ulteriormente diviso in lotti di dimensioni minori per essere venduto a costruttori edili. La suddivisione che spaziava dal Southern Pacific tracks al fiume Los Angeles fu chiamata Atwater per la sua prossimità con l'acqua della riva del fiume.